# Sông Putumayo

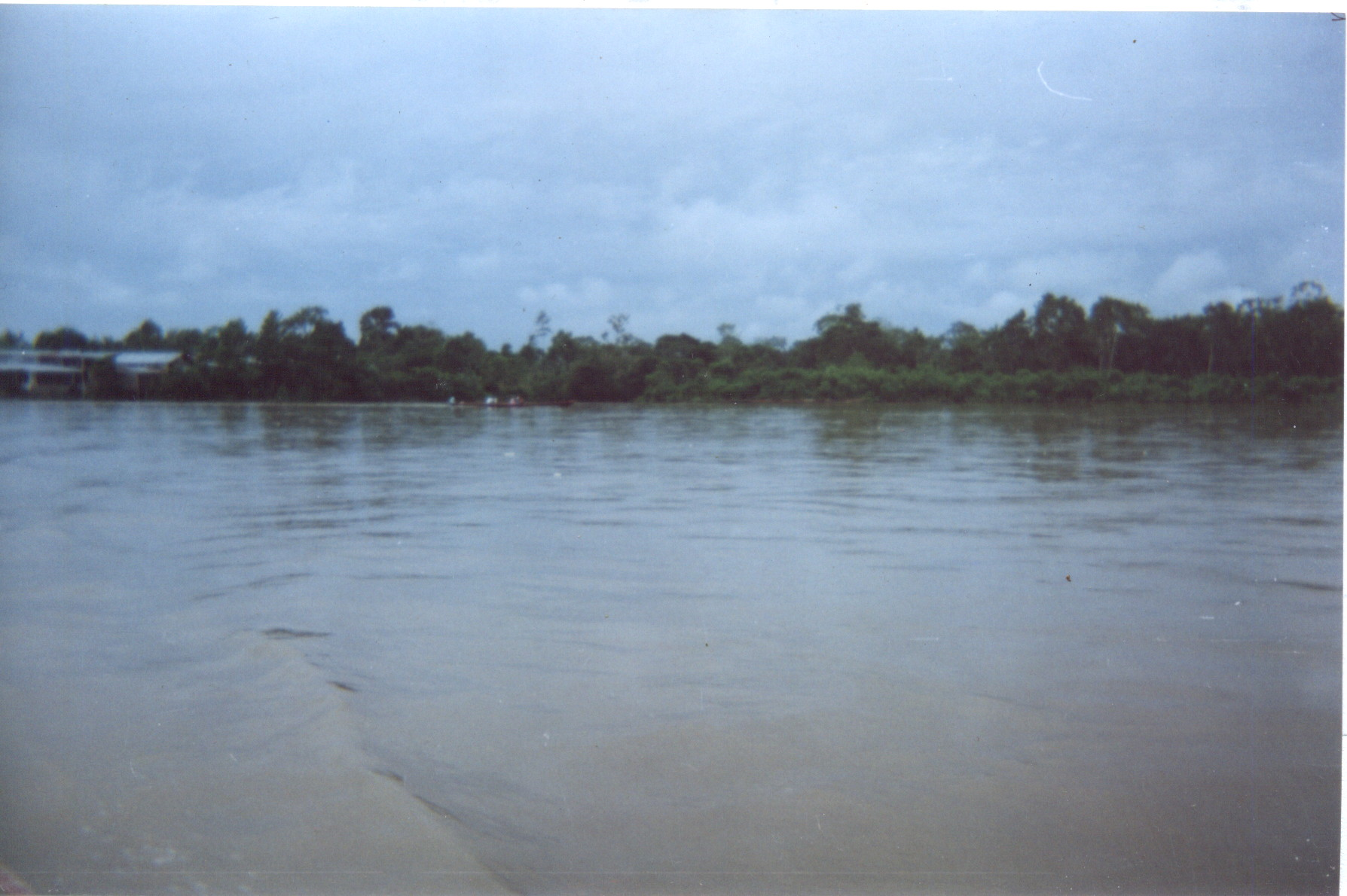
Putumayo tại Puerto Asis

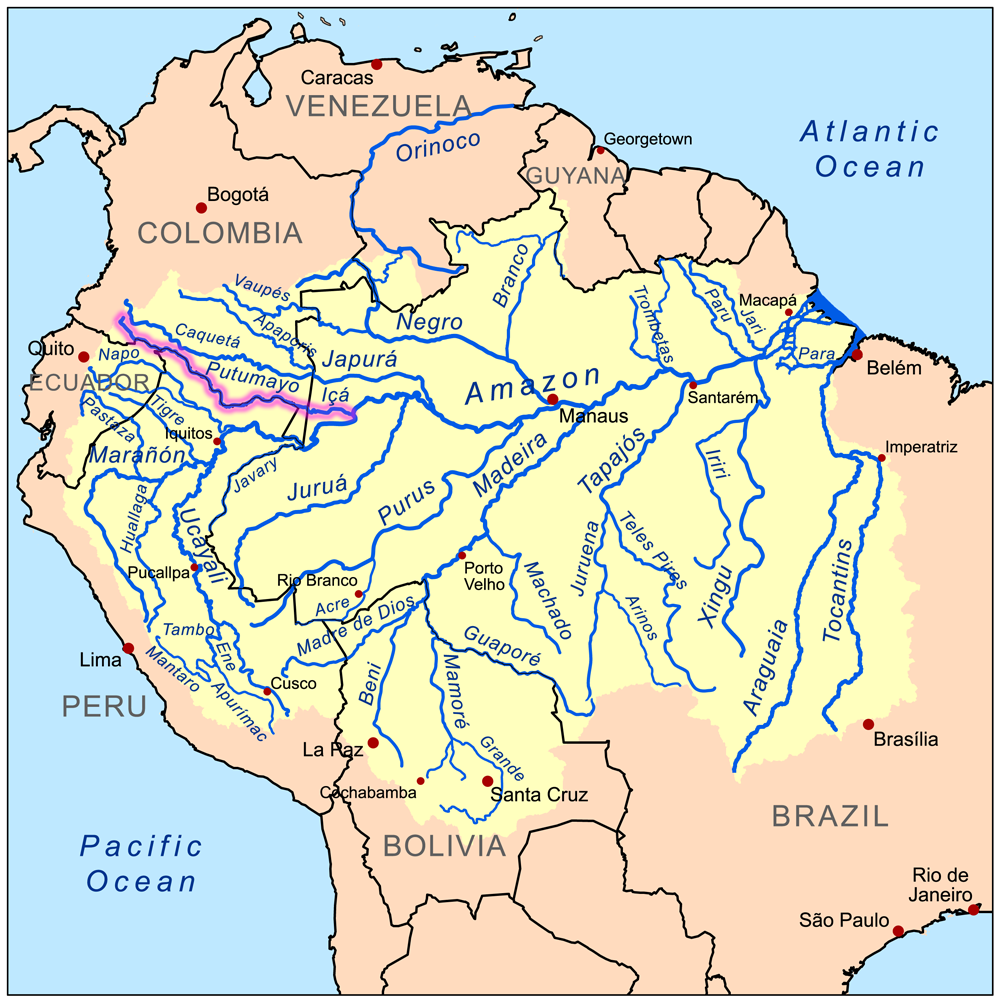
Bản đồ bồn địa Amazon với sông Putumayo được tô đậm

Içá hay Putumayo là một trong các chi lưu của sông Amazon, ở phía tây và song song với sông Japurá. Sông tạo thành một đoạn biên giới tự nhiên giữa Colombia với Ecuador, cũng như hầu hết biên í giữa Comlombia và Peru. Sông được gọi là Putumayo tại ba nước thượng nguồn, và sau khi vào đất Brasil, sông được gọi là Içá.
Vào cuối thế kỷ 19, Içá đã được nhà thám hiểm người Pháp Jules Crevaux khám phá. Ông đi bằng một tàu hơi nước và chạy cả ngày lẫn đêm. Ông đến Cuemby, 800 dặm (1.300 km) từ cửa sông, và không thấy một ghềnh đơn lẻ nào. Cuemby chỉ cách 200 dặm (320 km) từ Thái Bình Dương theo đường thẳng, qua thị trấn Pasto tại miền nam Colombia. Creveaux khám phá ra rằng trầm tích sông được tạo ra từ các khối đá của dãy Andes; bờ sông là đất sét và phía cuối sông là cát mịn.
Ngày nay, sông là một tuyến đường thủy trọng yếu. Hầu như toàn bộ chiều dài của sông có khả năng thông hành.
Các trang trại chăn nuôi gia súc, cùng với thương mại cao su, cũng là ngành kinh tế chính dọc đôi bờ của Içá. Cao su và balatá (một loài rất giống như cây đỗ trọng, tại đây thường gọi là gutta-balatá) từ khu vực Içá được trở đến Manaus, Brasil.
Vào ngày 1 tháng 3 năm 2008, Raúl Reyes và 14 người của Lực lượng Vũ trang Cách mạng Colombia đã bị quân đội Colombia giết tại phần biên giới thuộc Ecuador rkhu vực sông Putumayo.